# Luis Herrera Campins
Luis Herrera Campins (ur. 4 maja 1925 w Acarígua, zm. 9 listopada 2007 w Caracas) – wenezuelski prawnik i polityk, prezydent kraju w latach 1979–1984.
Współzałożyciel i od 1946 przywódca Partii Społeczno-Chrześcijańskiej (COPEI).

## Odznaczenia (lista niepełna)
- Wielki Łańcuch Orderu Oswobodziciela (Wenezuela)
- Krzyż Wielki Orderu Francisco de Miranda (Wenezuela)
- Łańcuch Orderu Izabeli Katolickiej (Hiszpania)
- Wielki Krzyż Komandorski Orderu Wielkiego Księcia Giedymina (1996, Litwa)[1]
- Członek Honorowy Orderu Jamajki